# Ehud Olmert
Ehud Olmert (Binjamina, 30. rujna 1945.), izraelski političar.
Bio je gradonačelnik Jeruzalema 10 godina. Oženjen je i ima četvero djece. Diplomirao je filozofiju, psihologiju i pravo. U Knesset je izabran s 28 godina. Reizabran je sedam puta zaredom. Obavljao je niz ministarskih dužnosti. Zagovarao je povlačenje iz Pojasa Gaze. Na dužnosti premijera bio je od 14. travnja 2006. do 31. ožujka 2009.godine. Vodi stranku Kadima.